# Fresnoy-le-Grand
Fresnoy-le-Grand è un comune francese di 3 111 abitanti situato nel dipartimento dell'Aisne della regione dell'Alta Francia.

## Storia

### La prima guerra mondiale
Durante la prima guerra mondiale, dopo la battaglia delle Frontiere dal 7 al 24 agosto 1914, di fronte alle perdite subite, lo stato maggiore francese decise la ritirata dal Belgio. Il 28 agosto 1914 i tedeschi occuparono il villaggio e proseguirono la loro strada verso ovest. Da allora ebbe inizio l'occupazione, che durò fino a ottobre 1918. Durante tutto questo periodo, Fresnoy-le-Grand restò lontano dai combattimenti, trovandosi il fronte a una cinquantina di chilometri a ovest verso Péronne. Il villaggio funse quindi come base arretrata per l'esercito tedesco.
Decreti del comando tedesco obbligavano la popolazione, a date fisse, sotto la responsabilità del sindaco e del consiglio municipale, sotto pena di sanzioni, a fornire farina, uova, latte, carne e verdure destinati a nutrire i soldati al fronte. Tutte le persone valide dovevano effettuare lavori agricoli o di manutenzione.
Nel settembre 1918, l'offensiva degli alleati sulla Linea Hindenburg diede i suoi frutti. I Tedeschi, attaccati dalle truppe franco-australiane, rincularono di villaggio in villaggio. Dopo la battaglia di Montbrehain, vinta dalle truppe australiane, Americani e Britannici continuarono a combattere i Tedeschi. Il 9 ottobre, Fresnoy-le-Grand fu infine liberata dopo aspri combattimenti.

### Simboli
Lo stemma comunale riprende i simboli dei Marc de la Ferté della Piccardia (famiglia le cui origini risalgono all'XI sec.) che furono signori del luogo.

## Società

### Evoluzione demografica
Abitanti censiti